# Buda-gebergte
Het Buda-gebergte (Hongaars: Budai hegység) is een onderdeel van het Transdanubisch Middelgebergte en het Dunazug gebergte. De hoogste top is de Nagy-Kopasz, 559 meter hoog.
Het gebergte wordt aan de westzijde door het bekken van Zsámbék begrensd, aan de noordzijde grenst het aan het Pilisgebergte en aan de oostzijde ligt de Donau. In het zuiden ligt een vallei met de plaats Érd.
Het stadsdeel Buda van Boedapest ligt voor het grootste deel in het gebergte.